# Justinijanova kuga
Justinijanova kuga je ime za pandemijo, ki je v letih 541 in 542 n. š. prizadela Vzhodnorimsko ali Bizantinsko cesarstvo, vključno z njegovo prestolnico Konstantinoplom (današnji Carigrad). Nedavne raziskave so potrdile, da je bila vzrok pandemije bakterija Yersinia pestis, povzročitelj bubonske kuge.
Socialni in kulturni vpliv kuge v času cesarja Justinijana I. je primerljiv z vplivom črne smrti. Pogledi nekaterih zgodovinarjev 6. stoletja razkrivajo, da je epidemija zajela tedaj celotni znani svet: centralno in južno Azijo, severno Afriko, arabski polotok in Evropo vse do Danske in Irske.
Sodobni zgodovinarji so ta izbruh kuge poimenovali po Vzhodnorimskem cesarju Justinijanu I., ki je bil na oblasti na začetku izbruha, se bolezni nalezel, vendar vseeno preživel.

## Izvor in širjenje
Menili so, da so bolezen v Konstantinopel iz Egipta na ladjah z žitom prinesle okužene podgane. Z namenom, da bi nahranili prebivalstvo, je mesto skupaj z okoliškimi skupnostmi uvažalo velike količine žita, predvsem iz Egipta. Pošiljke žita bi lahko bile primarni vir okužbe, saj je populacija podgan (in bolh) v Egiptu uspevala zaradi hrambe v velikih žitnicah, ki jih je vzdrževala egiptovska oblast.   
Bizantinski pisec Prokopij, ki je živel v času epidemije, je napisal, da so prve novice o bolezni prišle iz pristaniškega mesta Pelusium pri Suezu v Egiptu. Kasneje je Prokopij v odlomku, povzetem po Tucidiju, zabeležil, da je zaradi kuge v Konstantinoplu vsak dan umrlo 10.000 ljudi, vendar pa je točnost zapisa vprašljiva in pravo število mrtvih najbrž nikoli ne bo znano, čeprav nekateri sodobni zgodovinarji omenjajo številko 5.000 mrtvih na vrhuncu epidemije. 
Druga zapisa o pustošenju kuge prihajata izpod peresa sirijskega cerkvenega zgodovinarja Ivana iz Efeza ter Evagrija Scholastika, ki se je za časa kuge rodil v Antiohiji ter pozneje postal cerkveni zgodovinar. Evgarija je napadla okužba povezana s kugo, vendar je, tako kot Justinijan I., preživel. Bolezen ga je prizadela še štirikrat, izgubil je ženo, hčer in vnuka, drugega otroka, večino služabnikov ter ljudi s posestva.
Genetske študije danes pa kažejo, da je bila Kitajska verjetno glavni vir okužbe.
Vse do okoli leta 750 se je kuga okrog Sredozemskega morja pojavila vsako generacijo. Ti valovi bolezni so imeli pomemben vpliv na kasnejši potek evropske zgodovine.

## Politične in ekonomske posledice
Zaradi opustošenja, ki ga je za seboj zapustila epidemija, kmetje niso zmogli skrbeti za pridelek in cena žita v Konstantinoplu se je zvišala.
Prav v tem času je Justinijan namenjal ogromne vsote denarja za vojne z Vandali na območju Kartagine in vojne z Ostrogotskim kraljestvom v Italiji. Pomembne vsote denarja je namenil tudi gradnji izjemnih cerkva, kot je Hagija Sofija. Medtem ko je cesarstvo skušalo financirati te projekte, je kuga, verjetno zaradi ogromnega števila smrti ter motenj v kmetijstvu in trgovini, povzročala upad davkoplačevalskega denarja. 
V svoji Skrivni zgodovini je Prokopij opisal opustošenje na deželi in neusmiljen odgovor Justinijana:
Ko je kuga preplavila celotni znani svet, predvsem Rimsko cesarstvo, je izbrisala večino kmečke skupnosti in za seboj zapustila opustošenje, ni Justinijan pokazal nobene milosti do uničenih svobodnjakov. Celo takrat je zahteval svoj letni davek, ne samo vsote, določene vsakemu posamezniku, temveč tudi vsoto, ki so jo dolgovali preminuli sosedje. 
Ko se je bolezen bliskovito širila v pristaniška mesta okoli Mediterana, so Goti pridobivali prednost pri sporu s Konstantinoplom. Vzhodnorimsko cesarstvo je kuga oslabila v kritičnem trenutku, ko je Justinijanova vojska že skoraj zavzela celotno Italijo ter zahodno obalo Sredozemlja.
Kuga je verjetno prispevala tudi k uspehu Arabcev nekaj generacij pozneje v bizantinsko-arabskih vojnah.
Dolgoročni vplivi na evropsko in krščansko zgodovino bi lahko bili ogromni, a Justinijanovo tveganje je bilo navsezadnje neuspešno, saj njegove močno razpotegnjene čete niso vzdržale. Ob zamrtju kuge je vojska Vzhodnorimskega cesarstva sicer uspela zavzeti Italijo in jo imela v oblasti preostanek Justinijanovega življenja, vendar pa so po njegovi smrti hitro izgubili celotno ozemlje, z izjemo južnega dela.
Nekateri zgodovinarji menijo, da je kuga Anglosasom olajšala zavzetje Britanije, ker se konec vala epidemije prekriva s ponovnimi ofenzivami v letu 550. Številni britanski viri tega obdobja poročajo o kugi, medtem ko anglosaški ne obstajajo.

## Vzrok
Justinijanovo kugo pojmujemo kot prvo zabeleženo epidemijo bubonske kuge.
Ta zaključek sloni na zgodovinskem opisu klinične slike obolelih med epidemijo in sledeh DNK Yersinie pestis v človeških ostankih iz grobišč te dobe.
Genetska študija bakterije, ki povzroča bubonsko kugo in temelji na vzorcih, pridobljenih iz ostankov žrtev kuge 14. stoletja v Londonu, ter študije drugih vzorcev kažejo, da tako Justinijanova kuga kot tudi druge antične kuge izvirajo iz sedaj že izumrlega seva Yersinie pestis.